# Péter Orosz
Péter Orosz [ˈpeːtɛr ˈoros] (* 19. August 1981) ist ein ehemaliger ungarischer Fußballspieler und jetziger -trainer.

## Vereinskarriere
Der gelernte Stürmer spielte zu Beginn seiner Karriere bei Vasas, bis er nach Österreich ging und zunächst für den 1. Saalfeldner SK und den ASVÖ FC Puch spielte. Im Sommer 2005 wechselte er dann zu den Amateuren des FC Red Bull Salzburg. Nachdem er mit Toren in der österreichischen Regionalliga auf sich aufmerksam machen konnte, wurde er vom neuen Trainer-Gespann Giovanni Trapattoni und Lothar Matthäus in der Spielzeit 2006/07 auch für die Profi-Abteilung berücksichtigt und kam dabei zu insgesamt sechs Kurzeinsätzen in der Bundesliga und durfte eine Halbzeit in der Champions-League-Qualifikation gegen den FC Valencia auflaufen.
Die Saison 2007/08 spielt er in der Bundesliga beim FC Wacker Innsbruck, stieg aber ab. Dennoch wurde er für drei Spiele in der ungarischen Nationalmannschaft berücksichtigt. Zu Beginn der Saison 2008/09 wechselte er zum griechischen Verein OFI Kreta. Nach nur einem halben Jahr verließ er Kreta und es folgten Stationen in Ungarn mit Vasas Budapest sowie Lombard Pápa. Zur Saison 2011/2012 kehrte er nach Österreich zurück und spielte in 15 Spielen für Pasching, traf jedoch nur 6-mal. Nach der schlechten Leistung wurde im Dezember 2011 sein Vertrag aufgelöst. Er wechselte nach seiner Vertragsauflösung am 11. Januar 2012 zum SK Vorwärts Steyr. In der Regionalliga Mitte erzielte er in den verbleibenden 13 Spielen fünf Tore für Steyr. Am 6. Juli 2012 verkündete er seinen Wechsel zum FC Rohrendorf/Gedersdorf und wurde dort im Winter 2012 aussortiert.
Nach seiner Degradierung beim FC Rohrendorf, wechselte er im Jänner 2013 in die Regionalliga zur Union Vöcklamarkt. Im Jänner 2017 wechselte Orosz in die Bezirksliga Süd zum ASKÖ Vorchdorf. Beim Spiel am 21. April 2017 erzielte er bei einem 7:0-Sieg gegen die Union Regau alleine fünf Treffer und erhielt von der Presse den Beinamen Peter „der Große“. In der Saison 2016/17 verhalf der Mannschaft des ASKÖ Vorchdorf mit 13 Toren in zehn Spielen zum Aufstieg in die fünftklassige oberösterreichische Landesliga West.
Ab Sommer 2018 ließ er seine Karriere beim ASKÖ Oedt ausklingen und kam dabei vorrangig in der zweiten Mannschaft mit Spielbetrieb in der sechstklassigen Bezirksliga Ost zum Einsatz. In seiner ersten Saison kam er bei 25 Meisterschaftseinsätzen auf ebenso viele Treffer. Während er selbst mit erheblichem Abstand die Torschützenliste der Liga anführte, erreiche die zweite Mannschaft des ASKÖ Oedt in der Endtabellen nur den dritten Platz und scheiterte am Aufstieg in die Fünftklassigkeit. Außerdem kam in dieser Spielzeit zu einem Kurzeinsatz in der viertklassigen OÖ Liga, die der ASKÖ Oedt am Ende gewinnen und dadurch in die drittklassige Regionalliga Mitte aufsteigen konnte. In der aufgrund der COVID-19-Pandemie nicht fertiggespielten Saison 2019/20 brachte er es bei 13 Ligaspielen auf 14 Tore und wurde damit erneut bester Torschütze der Liga. Auch in der Saison 2020/21, die ebenfalls pandemiebedingt nicht abgeschlossen wurde, erzielte er in lediglich acht Einsätzen weitere 14 Treffer und sicherte sich abermals den Titel des Torschützenkönigs.
Im Sommer 2021 wechselte er zum ASKÖ Vorchdorf in die Bezirksliga Süd, erzielte 17 Tore bei 24 Pflichtspieleinsätzen und rangierte mit den Vorchdorfern im Endklassement auf dem dritten Tabellenplatz. Mit seinen 17 Treffern war er hinter Aleksander Popovic von der Union Gunskirchen (18 Tore) der zweitbeste Torschütze der Liga. Mit Saisonende beendete Orosz seine Karriere als Aktiver und kam danach nicht mehr als Spieler zum Einsatz.

## Nationalmannschaftskarriere
Im Frühjahr 2008 wurde er dreimal in Freundschaftsspielen der ungarischen Nationalmannschaft eingesetzt: am 26. März gegen Slowenien, am 24. Mai gegen Griechenland und am 31. Mai gegen Kroatien.

## Trainerkarriere
Danach war Orosz von Ende September 2022 bis zur Winterpause 2022/23 für kurze Zeit als Trainer des ASKÖ Vorchdorf aktiv. Der Ungar, der seit Juli 2018 im Besitz der ÖFB-D-Trainerlizenz und seit Ende April 2022 im Besitz der UEFA-C-Lizenz ist, war davor bereits im Jahr 2016 einige Monate Co-Trainer des Eintracht Sportvereins Wels, deren Cheftrainer er kurz darauf auch war.

## Erfolge
- Torschützenkönig der Bezirksliga Ost: 2018/19 (25 Tore; ASKÖ Oedt II), 2019/20 (14 Tore; ASKÖ Oedt; Saison nicht fertiggespielt), 2020/21 (14 Tore; ASKÖ Oedt; Saison nicht fertiggespielt)
- Meister der oberösterreichische Landesliga West: 2018/19 (mit dem ASKÖ Oedt)